# Odiorne Point State Park
Der Odiorne Point State Park ist ein State Park im Rockingham County des US-Bundesstaates New Hampshire. Odiorne Point war die erste europäische Ansiedlung in New Hampshire. Der Park ist ein beliebtes Tagesausflugsziel.

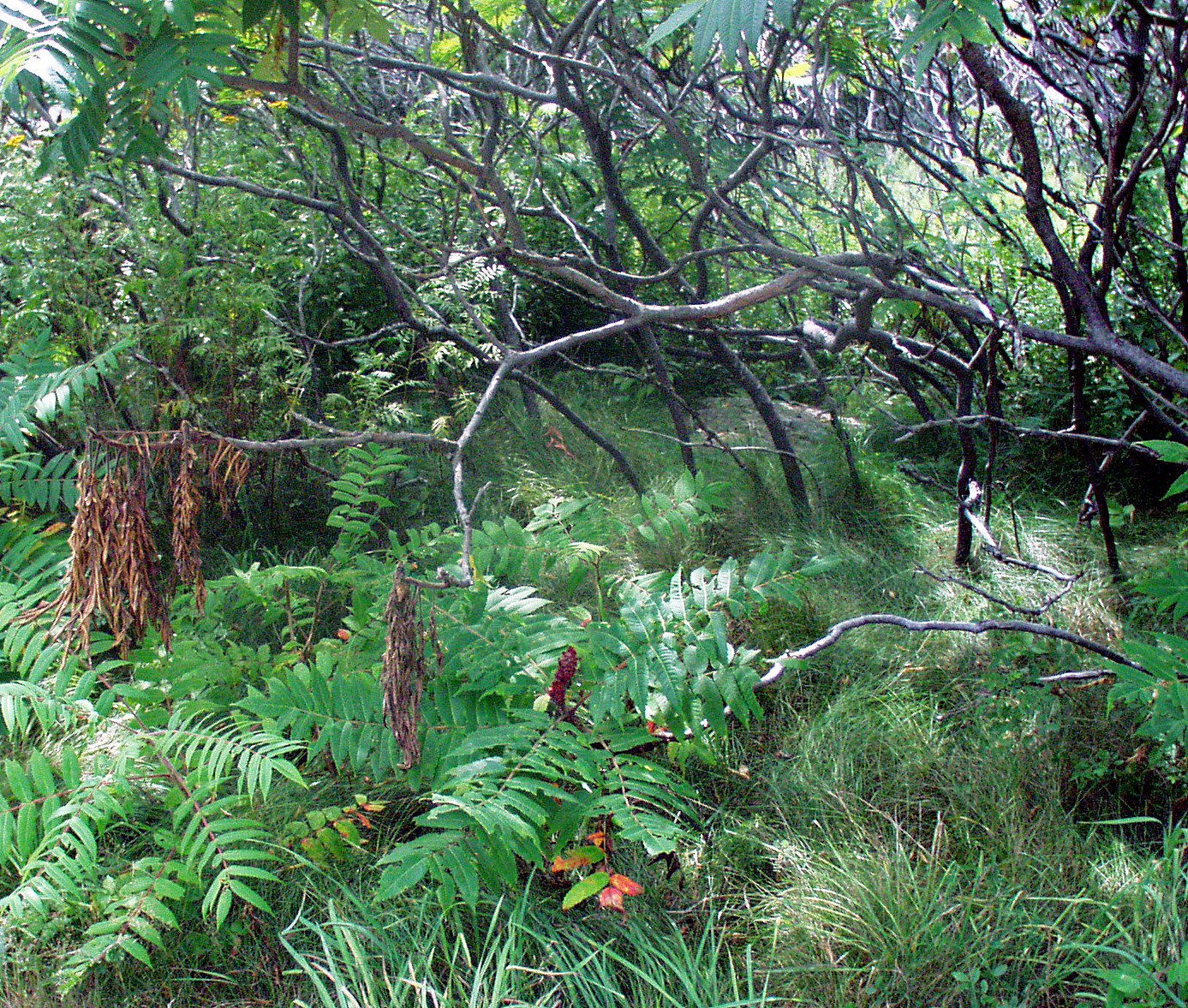
Dickicht im Odiorne Point State Park

## Geographie
Der 134 Hektar große Park liegt fünf Kilometer südlich von Portsmouth an der Küste New Hampshires bei Little Harbor. Der Park enthält den längsten unerschlossenen Abschnitt der 29 Kilometer langen Küste von New Hampshire. 
Vor der Küste liegt der Sunken Forest, die Überreste eines Waldes, der durch den Anstieg des Meeresspiegels zum Ende der letzten Eiszeit vor etwa 3500 bis 4000 Jahren überflutet wurde. Bei Niedrigwasser ist der Sunken Forest gerade noch sichtbar.
Der Park enthält mehrere unterschiedliche Ökosysteme. Im südlichen Parkgebiet liegen vor der Felsküste die Gezeitentümpel des Sunken Forest. Nördlich davon liegt ein Kiesstrand mit einem angrenzenden Süßwassersumpf. Am Frost Point, wo eine Mole in den Little Harbor reicht, liegt ein kleines Gebiet mit Sanddünen. Am Little Harbor fließt der Seavey Creek durch Salzwiesen. Das Landesinnere ist seit dem Zweiten Weltkrieg mit Bäumen und Sträuchern dicht bewachsen. Unter dicht bewachsenen Erdhügeln liegen noch die Betonbunker des ehemaligen Forts Dearborn, außerdem sind noch Reste von Feldbegrenzungen, von Gärten und ein künstlicher Teich sichtbar.

## Geschichte

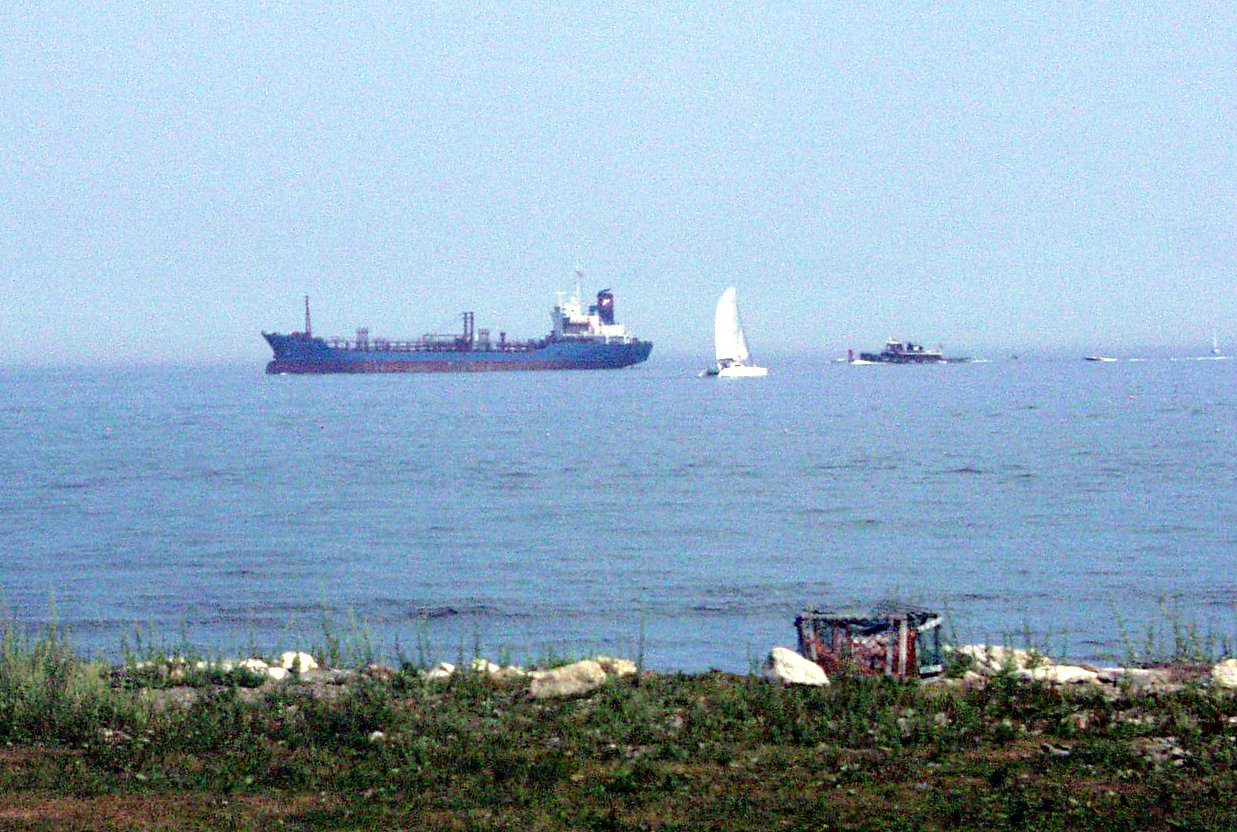
Küstenabschnitt mit vorbeifahrenden Schiffen

### Geschichte bis 1941
Vor Ankunft der Europäer war das Land im Sommer von den Indianern vom Stamm der Penacook und von anderen Stämmen der Abenaki bewohnt, die es Pannaway nannten. 1623 segelte David Thompson im Auftrag des Plymouth Council for New England auf dem Segelschiff Jonathan nach Neuengland und gründete am späteren Odiorne Point eine Siedlung. 1660 kam John Odiorne in die Siedlung und errichtete an der Küste eine Farm. Das Farmland blieb bis zum Zweiten Weltkrieg im Besitz seiner Nachfahren. Zu Beginn des 18. Jahrhunderts war die Siedlung gut etabliert, doch das Verwaltungs- und Wirtschaftszentrum hatte sich zum tieferen Hafen von Strawberry Banke, dem heutigen Portsmouth verlagert. Die Farmen am Odiorne Point sicherten über 150 Jahre lang die Versorgung des Hafens von Portsmouth mit Lebensmitteln.

Nach dem Sezessionskrieg wichen die Farmen an der Küste Sommerhäusern und Hotels, darunter das Grandhotel Sagamore House. Odiorne Point war jahrzehntelang ein beliebtes Urlaubsziel mit gepflegten Gärten und mit Bäumen bestandenen Straßen.

### Fort Dearborn
Der Zweite Weltkrieg brachte einschneidende Änderungen für diese Landschaft: um eine Küstenbefestigung zum Schutz des Hafens und der Marinewerft von Portsmouth zu errichten, mussten 1942 die Eigentümer zwischen Little Harbor und dem Sunken Forest ihre Grundstücke an die Bundesregierung verkaufen. Innerhalb eines Monats mussten die Bewohner das Land verlassen. Das Gelände am Odiorne Point wurde ausgewählt, weil die bestehenden älteren Küstenforts für die neuen Geschütze zu klein oder für andere militärische Aufgaben genutzt wurden. 1942 wurden bei Frost Point vier 15,5 cm-Geschütze aufgestellt, solange die beiden eigentlichen Hauptbatterien mit zwei 15,2 cm-Geschützen und zwei 40,6 cm-Geschützen in Bau waren. Neben der schweren Küstenartillerie mit einer Reichweite von bis zu 40 Kilometern wurden Flugabwehrgeschütze, schwere Maschinengewehre, Munitionsmagazine, Suchscheinwerfer und Radarantennen errichtet. Für die Bedienungsmannschaften wurden Wellblechhütten als Unterkünfte aufgestellt, einige der ehemaligen Sommerhäuser dienten als Offiziersquartiere. Die an der Küste gelegenen Sommerhäuser und Hotels wurden mit Ausnahme eines Sugden House genannten Gebäudes sowie dem Farmhaus der Odiornes abgerissen, stattdessen wurden die Bunker und Artilleriestellungen als Tarnung zur See mit Sträuchern und Kletterpflanzen begrünt. Das Fort wurde 1943 nach dem aus dem Rockingham County stammenden Generalmajor Henry Dearborn, US-Kriegsminister von 1801 bis 1809 benannt. Im Juni 1944 waren die beiden Batterien fertiggestellt. Die Probeschüsse der schweren Geschütze waren die einzigen, die je von Fort Dearborn gefeuert wurden. Danach wurden die schweren Geschütze nicht mehr benutzt.
Nach dem Krieg wurden 1946 die leichten Geschütze abgebaut und eingelagert. 1948 wurde das Fort deaktiviert und alle Geschütze wurden demontiert, 1949 wurde das Fort aufgegeben. Teile des Geländes wurden verkauft, allerdings nicht an die ehemaligen Besitzer. Ein Teil des Forts wurde der Nationalgarde von New Hampshire übergeben, die US Air Force übernahm 18 Hektar, auf denen sie die Rye Air Force Station errichtete, eine Radarstellung zur Unterstützung der Portsmouth Air Force Base in Newington. Das Personal der Air Force wurde 1957 verlegt, die Air Force behielt sich aber bis 1968 das Nutzungsrecht für die Radarantennen vor.

### Nutzung als State Park
1961 kaufte der Staat New Hampshire der Gelände, um es als State Park zu nutzen. 1962 wurde das Gebiet für Besucher geöffnet und Fort Dearborn State Park genannt. Von 1971 bis 1976 wurden die Wellblechhütten und die anderen noch bestehenden militärischen Bauten abgerissen und die Betonbunker und Geschützstellungen zugeschüttet. Der Park wurde in Odiorne Point State Park umbenannt, um den Schwerpunkt des Parks auf die Natur zu betonen und 1973 offiziell eröffnet. Die ehemalige Feuerwache der Air Force diente bis 1976 als erstes Besucherzentrum, bis dieses in das Sugden House verlegt wurde. 1992 wurde das Haus zum Seacost Science Center erweitert, das nun auch als Besucherzentrum dient. 1993 wurde der Park durch Ankauf auf die heutige Größe von 134 Hektar erweitert.

## Touristische Einrichtungen
Der Park ist ganzjährig geöffnet, der Besuch ist gebührenpflichtig. Der Park verfügt über Picknickplätze, Sanitäranlagen und eine Bootsrampe am Strand. Sporttaucher können vor der Küste im Sunken Forest tauchen. Durch den Park führen teils asphaltierte Fuß- und Radwege. Im Winter werden die Wege als Loipen gespurt. Im Park befindet sich das Seacost Science Center, einer Einrichtung der National Audubon Society, das Gezeitentümpel zum Anfassen, ein Meerwasseraquarium sowie Ausstellungen zur Geschichte und Natur von Odiorne Point bietet. Für Schulklassen und für die Öffentlichkeit bietet es Informationsveranstaltungen und Führungen an. Ein Teil der Geschützstellungen ist 1988 wieder freigelegt worden und kann besichtigt werden, ist durch Vandalismus aber stark beschädigt worden. Das um 1800 errichtete ehemalige Farmhaus der Odiornes ist eine State Historic Site und wird als Verwaltungsgebäude der New Hampshire Division of Parks and Recreation genutzt.